# 송하림
송하림(1992년 9월 11일 ~ )은 대한민국의 성우이다. 2014년 대원방송 성우극회 공채 5기로 입사하였다.

## 출연 작품

### 애니메이션
- 나의 히어로 아카데미아 - 아시도 미나
- 내 이야기!! - 유키카, 마나, 유즈하
- 내 친구 호비 - 멍멍이, 꿀꿀이
- 달의 요정 세일러 문 SuperS - 피쉬 아이
- 달의 요정 세일러 문 세일러 스타즈 - 에바/세일러 스타 메이커
- 듀비카 - 정진용
- 드래곤볼 Z 카이 3기 THE FINAL CHAPTERS
- 소년탐정 김전일 R 2기

〈김전일, 목숨을 걸다〉 - 초우 롱타오
〈장미 십자관 살인사건〉 - 시라키 베니네
〈설인귀 전설 살인사건〉 - 오노데라 소라미
〈여우불 띄우기 살인사건〉 - 카네모토 아카리
- 신 도라에몽
- 심쿵! 프리큐어 - 아링/큐어 에이스, 루시아의 엄마, 그레이스
- 여고생 수다클럽 - 윤가희, 윤나라, 윤하준, 윤두준, 윤길동
- 역전재판 - 어린 야하리 마사시

〈역전 자매〉 - 쇼치쿠 우메요
- 오소마츠 6쌍둥이 - 치비타/치비미
- 원피스 Original 12기 PART2 여인섬 편 - 마가렛, 키튼
- 원피스 Original 13기 임펠다운 편 - 어린 포트거스 D. 에이스, 마가렛, 알비다, 카야, 키든, 올리브, 레벨 6 간수(#17), 아기새(#29),
- 원피스 Original 14기 마린포드 편 PART1 - 어린 포트거스 D. 에이스, 마가렛
- 원피스 Original 15기 마린포드 편 PART2 - 어린 포트거스 D. 에이스
- 유희왕 ARC-V 2기 - 레이라, 하릴
- 페어리 테일 8기 성령의 반란 편 - 오피우쿠스
- 페어리 테일 9기 타르타로스 편 - 세이라
- 포켓몬스터 썬&문 - 마마네
- 포켓몬스터 W - 고우
- 내 마음은 무지
- 해피하모니 다마고치! - 모리리치, 도레미치
- 알쏭달쏭 캐치! 티니핑 - 힘내핑
- 날아라 호빵맨 - 버터누나
- 호기심대장 쥬 - 엄마
- 12영웅전사 - 수르(쥐)

## KBS
- 핑크퐁 원더스타 - 포키, 조르디, 코코
- 명탐정 핑크퐁과 호기 - 포키, 조르디, 코코, 원더카
- 핑크퐁과 호기: 새 친구 니니모 - 포키, 코코
- 브레드 이발소 - 치즈, 세바스찬
- 브레드 이발소2 - 치즈
- 브레드 이발소3 - 치즈, 세바스찬
- 브레드 이발소4 베이커리 빵스타즈 - 치즈 현재 출연중
- 세계여행 - 치즈
- 좀비덤 - 브르
- 반짝반짝 달님이 - 써니 밀크
- 반짝반짝 달님이2 - 써니 밀크
- 다이노 파워즈 - 반디
- 다이노 파워즈 2 - 반디
- 다이노 파워즈 3 - 반디

### OST
- 무정

### 극장용 애니메이션
- 극장판 THE 도라에몽즈 이상한 과자 왕국
- 극장판 THE 도라에몽즈 위기일발, 스페이스랜드!
- 극장판 도라에몽: 진구와 초록거인전 - 키보
- 극장판 진구의 우주영웅기~스페이스 히어로즈~ - 버거
- 극장판 도라에몽: 진구의 남극 꽁꽁 대모험 - 카라
- 극장판 도라에몽 신 진구의 우주개척사 - 모리나
- 극장판 달의 요정 세일러 문 R - 어린 레온, 캄파눌라
- 극장판 단편 변신! 세일러 요정들 - 아야
- 극장판 달의 요정 세일러 문 S - 문미수
- 극장판 달의 요정 세일러 문 SuperS - 퀸 바디안느
- 극장판 유희왕 더 다크 사이드 오브 디멘션즈(2016) - 세라
- 극장판 프리큐어 올스타즈 NEW STAGE 미래의 친구 - 후우
- 극장판 프리큐어 올스타즈 NEW STAGE 2 마음의 친구 - 그렐
- 짱구는 못말려 극장판: 정면승부! 로봇아빠의 역습(2015) - 맹구, 채성아
- 짱구는 못말려 극장판: 나의 이사 이야기 선인장 대습격(2016) - 맹구, 프란시스카
- 짱구는 못말려 극장판: 폭풍수면! 꿈꾸는 세계 대돌격(2017) - 맹구
- 내 이름은 꾸제트(2017) - 주주베
- 원피스 스탬피드(2019) - 알비다
- 극장판 포켓몬스터 뮤츠의 역습 EVOLUTION(2019) - 뮤
- 더 퍼스트 슬램덩크(2022) - 송아라

### 특촬물
- 가면라이더 위저드 - 어린 이라온, 어린 마리
- 가면라이더 드라이브 - 메딕
- 파워레인저 트레인포스 - 그리타
- 파워레인저 닌자포스 - 나영(#8), 악덕여사장(#15)
- 파워레인저 갤럭시포스 - 하미/카멜레온 그린

### 외화
- 로키 - 시프(제이미 알렉산더)
- 토르: 러브 앤 썬더 - 시프(제이미 알렉산더)

### 게임
- 던전 앤 파이터 - 서큐버스 프린세스, 빛의 유클리드, 식물의 아이비
- 쿠키런: 킹덤 - 세인트릴리 쿠키
- 원신 - 베넷